# Мирское сельское поселение
Мирское сельское поселение — муниципальное образование в составе Кавказского района Краснодарского края России. 
В рамках административно-территориального устройства Краснодарского края ему соответствует Мирской сельский округ.
Административный центр — посёлок Мирской.

## География
Мирское сельское поселение  расположено  на западе Кавказского района и занимает площадь 16175,7 га, из них:
- земли сельскохозяйственного назначения — 15002,5 га,
- земли промышленного и специального назначения — 304,8 га,
- земли водного фонда — 101,6 га,
- земли поселений — 616,9 га.

## История
С 1 января 2006 года в соответствии с Законом Краснодарского края от 7 июня 2004 года № 713-КЗ образовано Мирское сельское поселение, установлены границы муниципального образования.

## Население
| 2010  | 2012  | 2013  | 2014  | 2015  | 2016  | 2017  |
| ----- | ----- | ----- | ----- | ----- | ----- | ----- |
| 3861  | ↘3794 | ↘3768 | ↗3770 | ↗3788 | ↘3775 | ↗3780 |
| 2018  | 2019  | 2020  | 2021  | 2023  |       |       |
| ↘3726 | ↘3716 | ↘3694 | ↘3541 | ↘3465 |       |       |

## Населённые пункты
В состав сельского поселения (сельского округа) входят 8 населённых пунктов:
| № | Населённый пункт | Тип населённого пункта | Население (чел.) |
| - | ---------------- | ---------------------- | ---------------- |
| 1 | Возрождение      | посёлок                | ↘306             |
| 2 | Комсомольский    | посёлок                | ↘126             |
| 3 | Красноармейский  | посёлок                | ↘108             |
| 4 | Мирской          | посёлок                | ↘2706            |
| 5 | Октябрьский      | посёлок                | ↘62              |
| 6 | Расцвет          | посёлок                | ↘368             |
| 7 | Розы Люксембург  | хутор                  | ↘185             |
| 8 | Садовый          | посёлок                | ↘0               |

## Экономика
В поселении имеется 2 инвестиционных объекта для размещения объектов потребительской сферы:
- площадка под строительство гостевого двора;
- площадка под строительство АЗС.

В генеральном плане Мирского сельского поселения запланировано размещение новых объектов социальной сферы: гостиница, баня, магазины, коммунально-бытовые объекты.
Определены 3 земельных массива для индивидуальной застройки и под многоквартирный дом, определены производственные зоны, запланированы 4 инвестиционные площадки  для размещения производственных объектов. Планируется использование имущественного фонда ОАО «Кавказ» для размещения дополнительных производственных объектов.